# Julius Fields
Julius "Geechie" Fields (9 september 1904 – 5 augustus 1997) was een Amerikaanse jazz-trombonist, klarinettist en saxofonist die actief was in de jaren twintig.
Fields leerde trombone spelen bij Bud Aiken en Jacob Frazier. Hij trad regelmatig op in John O'Conners Club in New York, waar hij speelde met allerlei bandleiders. Hij werkte met Earl Howard (1926), Charlie Skeete en Bill Benford. In 1928 en 1930 maakte hij opnames met Jelly Roll Morton, ook speelde hij mee op opnames van Clarence Williams en James P. Johnson. In de jaren dertig verliet hij de muziekwereld en werd hij sporttrainer en bokscoach in New York.
Fields was getrouwd met zangeres Myra Johnson. 